# جون دانيلز
جون دانيلز (بالإنجليزية: John Daniels)‏ هو ممثل أمريكي، ولد في 1945 في غاري في الولايات المتحدة.

## وصلات خارجية
- جون دانيلز على موقع IMDb (الإنجليزية)
- جون دانيلز على موقع ديسكوغز (الإنجليزية)
- جون دانيلز على موقع قاعدة بيانات الفيلم (الإنجليزية)